# Der geheimnisvolle Nachtschatten
Der geheimnisvolle Nachtschatten ist ein deutscher Detektivstummfilm von Harry Piel mit Ludwig Trautmann in der Hauptrolle. 

## Handlung
Dem reichen Rennstallbesitzer Horn wurde sein wertvollstes Pferd im Stall gestohlen, das auf den Namen „Nachtschatten“ hört. Der smarte Detektiv Kelly Brown wird damit beauftragt, den preisgekrönten Vierbeiner wiederzubeschaffen. Der Inhalt der Geschichte wird ganz vom Tempo der nachfolgenden Abläufe bestimmt und bedient sich der genretypischen Ingredienzien eines klassischen Harry-Piel-Actionfilms: So muss die detektivische Spürnase “seinen Mann ebenso gut stellen als Schnelläufer wie als Jockey, als Chauffeur wie als Pilot. Und der Hauptakteur des genannten Dramas beherrscht diese Künste vorzüglich. Als Detektiv Braun … verfolgt er sein Ziel, unbekümmert um alle Schwierigkeiten. Hoch unter der Luft und tief unter der Erde, über dahinrasende Automobile und gesprengte Brücken hinweg geht die aufregende, halsbrecherische Jagd nach den Dieben, und es gibt kein Transportmittel, sei es Wagen, Dampfer oder Aeroplan, dessen Dienste bei der Verfolgung der Verbrecher nicht beansprucht würde.”. Am Ende der extrem turbulenten Geschichte kann „Nachtschatten“-Besitzer Horn erwartungsgemäß sein Pferd unbeschadet wieder in Empfang nehmen.

## Produktionsnotizen
Gedreht im Juni 1914 in den Berliner Continental-Film-Studios, erlebte der Film seine Uraufführung im Dezember desselben Jahres in Berlins Kammerlichtspielen, wurde aber im März 1916 für die Dauer des Ersten Weltkriegs im Deutschen Reich verboten. In Wien lief der Streifen am 25. Dezember 1914 an. Der Vierakter besaß eine ursprüngliche Länge von 1400 (bzw. nach Kürzungen 1334) Metern, von denen heute nur noch 468 Meter vorhanden sind.

## Kritiken
Die Kinematographische Rundschau zeigte sich begeistert von den mannigfaltigen Actionelementen, die Regisseur Piel seinem Hauptdarsteller auferlegte. Hier hieß es, der Film sei „eine Turfsensation, die dem Darsteller des Detektivs Brown ungeheure Möglichkeiten zu akrobatischen und technischen Effekten in die Hand gibt. Alles was Bewegung hat, Mensch, Pferd, Maschine, Wagen, Automobil, Omnibus, Eisenbahn, Schiff, Luftschiff und Aeroplan, Telephon, Telegraph, Kanäle, Tunnels und Brücken, Salons, Keller und unterirdische Ställe, ja sogar einen als Pferdebox komfortabel eingerichteten Möbelwagen, abgesehen von Zimmern, die durch einen Taster eine unerkennbare Verwandlung durchmachen, spielen erfolgreich mit. (…) Man wird von den geschickt aneinander gehäuften Sensationen förmlich gejagt und getrieben und kommt nicht zur Ruhe des Nachdenkens.“.
Die Linzer Tages-Post resümierte: „Das genannte Filmwerk dürfte auch die sensationslüsternsten und verwöhntesten Kinobesucher zufriedenstellen.“. 
Das Grazer Volksblatt meinte knapp: „Es ist bis heute das beste Detektivdrama“. 
Das Tagblatt der steirischen Landeshauptstadt erinnerte: „Alle Mittel der modernen Technik werden in Bewegung gesetzt, um der durchtriebenen Verbrecher habhaft zu werden, und nach Überwindung von fabelhaften Schwierigkeiten gelangt der unerschrockene Detektiv an das Ziel seiner Wünsche“. 